# Onorivka, Berezivka
Onorivka (în ucraineană Онорівка) este un sat în comunei Rozkvit din raionul Berezivka, regiunea Odesa, Ucraina.

## Demografie
Componența lingvistică a localității Onorivka
     Ucraineană (92,23%)
     Română (3,11%)
     Rusă (2,07%)
     Bulgară (1,04%)
     Alte limbi (0,52%)
Conform recensământului din 2001, majoritatea populației localității Onorivka era vorbitoare de ucraineană (92,23%), existând în minoritate și vorbitori de română (3,11%), rusă (2,07%) și bulgară (1,04%).